# Ожидів
Ожи́дів — село в Україні, в Буській міській громаді Золочівського району Львівської області. Орган місцевого самоврядування — Буська міська рада. Населення становить 2100 осіб. До 2020 року село Ожидів було адміністративним центром Ожидівської сільської ради, якій підпорядковувалися села Йосипівка, Павлики, Сидори, Янгелівка, Закомар'я, Застав'є.

## Географія
Відстань до обласного центру становить 69 км, до районного центру — 22 км, до центру громади становить 17 км, що проходять автошляхами обласного та місцевого значення. Відстань до найближчої залізничної станції Ожидів-Олесько — 3,5 км.

## Населення
Станом на січень 1939 року у селі мешкало 2420 осіб, з них: 2165 українців, 30 поляків, 150 латинників, 60 юдеїв та 15 німців і мешканців інших національностей, наприкінці 1960-х років — 2750 осіб. За даними всеукраїнського перепису населення 2001 року у селі мешкало 2100 осіб.
Мова
Розподіл населення за рідною мовою за даними перепису 2001 року був наступним:
| українська | 2088 | 99,43 |
| російська  | 7    | 0,33  |
| гагаузька  | 1    | 0,05  |
| німецька   | 1    | 0,05  |
| інші       | 3    | 0,14  |

## Історія
Ранні документальні згадки про Ожидів походять з 1423, 1426 та 1432 років.
На початку 1930-х років в селі діяв осередок радянофільського об'єднання «СельРоб», який очолював С. Данилиха. Після вторгнення на її територію Червоної армії у вересні 1939 року той таки Данилиха очолив місцевий ревком, а у жовтні того ж року його обрано депутатом до Народних Зборів Західної України.
У червні-липні 1941 року до лав Червоної Армії було мобілізовано більше 100 мешканців села, що брали участь у бойових діях на фронтах німецько-радянської війни, 48 з них нагороджені орденами та медалями СРСР, 39 — загинули на війні.
У 1960-1980-х роках в Ожидові знаходилася центральна садиба колгоспу імені Мічуріна, за яким закріплено 5255 га  сільськогосподарських угідь, включно з 3422 га орної землі. Господарство спеціалізується на вирощуванні свиней та великої рогатої худоби. 1974 року за успіхи з продажу державі м'яса колгосп нагороджений пам'ятним Червоним прапором ЦК Компартії України, Президії Верховної Ради УРСР, Ради Міністрів УРСР та Укррадпрофу. Тут також функціювали відділення районного об'єднання «Сільгосптехніки», олійно-сирцех Краснянського олійного заводу, асфальтобітумний завод.
За успіхи у праці 39 осіб нагороджено орденами та медалями СРСР. Звання Героя Соціалістичної Праці удостоєна ланкова М. І. Веселовська. Орденом Леніна нагороджено голову колгоспу І. Ю. Драченка, орденом Жовтневої Революції — бригадира М. В. Литвин, ланкових В. П. Романишин та Я. О. Сахно, орденом Трудового Червоного Прапора — ланкову О. Ф. Москву та тракториста М. М. Когута, орденом Трудової Слави 3-го ступеня — трактористів Р. І. Заставного та Я. І. Туркала, тваринника Є. С. Кулика, доярок М. А. Белей та Н. Д. Івашків.
Залізничний перегін Ожидів-Олесько — це місце катастрофи потягу з рідким фосфором 16 липня 2007 року.

## Пам'ятки
- Храм Воздвиження Чесного Хреста в Ожидові споруджений у 1828 році на кошти панів Губіцьких та парафіян. Церква мурована, трибанна, тридільна, довжина 17 м., ширина 8 м., висота 27 м. та умістимістю 700 вірян. У 1906 році до церкви було домуровано передсінок з третім входом, а 1912 року парафіяни звели цегляну дзвіницю. 1999 року храм відвідав Святіший Патріарх Київський і всієї Руси-України Філарет. Від 1 червня 2015 року парохом є о. Михайло Дорош. Зусиллями парафіян було проведено поточний ремонт храму: перекрито булатом бані храму, огороджено ділянку землі, на якій знаходиться храм, поновлено фасад і до 190-ліття церкви всередині у центральній та вівтарній частині оновлено розписи та іконостас з царськими вратами, встановлені нові дубові хори та солею. При церкві діє мелодійно згуртований хор під керівництвом регента Марії Дорош. Також співає дитячий хор[12]. Біля церкви похований голова Бродівської повітової ради Кароль Губіцький та ще декілька членів цієї родини.
- Колона святого Миколая, розташована при автошляхові М06 Київ — Чоп, трохи на схід від села, при перетині з місцевим автошляхом С140202 Баймаки — Почапи. Колона була споруджена у XVIII столітті, на місці сторожової вежі, що стояла тут у часи татаро-монгольського нападу. 1962 року колона знищена радянською владою, а 1993 року відбудована мешканцями Ожидова на старому місці[13].

## Відомі люди
- Подолянко Богдан Степанович — український письменник, перекладач, журналіст, громадський діяч.
- Федорків Володимир — український військовик, поручник УПА, командир сотень «Витязі» та «Русичі», член команди ТВ-11 «Пліснисько».

## Інфраструктура

Вокзал станції «Ожидів»

### Освіта
- Ожидівський заклад загальної середньої освіти І—III ступенів[14].
- Дошкільний навчальний заклад «Казка», розрахований на 60 дітей. Нині у закладі працює три вікових групи, де навчається 56 дітей[15].